# 13 novembre dans les chemins de fer
13 octobre 13 décembre
Chronologies thématiques
- Croisades
- Sports
- Disney

Cette page concerne les événements qui se sont déroulés un 13 novembre dans les chemins de fer.

## Événements

### XIXesiècle
- 1881. France : ouverture de la ligne Plouaret - Lannion

### XXesiècle
- 1994. France : prolongement de la ligne B du RER entre Aéroport Charles-de-Gaulle 1 et Aéroport Charles-de-Gaulle 2 TGV.

### XXIesiècle
- 2006. France : mise en service du nouveau Tramway de Clermont-Ferrand[1], système ferroviaire urbain de type tramway sur pneumatiques Translohr à propulsion électrique, guidé par un rail central.